# 韩集镇 (临夏县)
韩集镇，是中华人民共和国甘肃省临夏回族自治州临夏县下辖的一个乡镇级行政单位。

## 行政区划
韩集镇下辖以下地区：
韩集社区、双城村、姚川村、磨川村、沙楞沟村、阳洼山村、韩集村、上阴洼村和下阴洼村。